# دایی‌جان ناپلئون (مجموعه تلویزیونی)
دایی‌جان ناپلئون، یک مجموعهٔ تلویزیونی ایرانی به کارگردانی ناصر تقوایی است که در سال ۱۳۵۵ از طریق رادیو و تلویزیون ملی ایران پخش می‌شد. این مجموعه تلویزیونی بر اساس رمانی به همین نام نوشتهٔ نویسنده طنزپرداز معاصر ایرانی، ایرج پزشک‌زاد تهیه و توسط ناصر تقوایی کارگردانی و تولید شد. بازیگران این مجموعه غلامحسین نقشینه، پرویز فنی‌زاده، نصرت‌الله کریمی، پرویز صیاد، سعید کنگرانی، محمدعلی کشاورز، اسماعیل داورفر، پروین ملکوتی و بهمن زرین پور هستند.
پس از انقلاب ۱۳۵۷ مجموعهٔ دایی‌جان ناپلئون ممنوع شد و هیچ‌گاه از صدا و سیمای جمهوری اسلامی ایران به نمایش درنیامد. محل تصویربرداری این مجموعه خانه امین‌السلطان بود که به عنوان خانه و باغ اتحادیه شناخته می‌شود.

## خلاصه داستان
سعید، پسر آقاجان روز سیزدهم مرداد ماه دقیقاً راس ساعت یک ربع به سه، متوجه می‌شود که عاشق لیلی دختر دایی جان شده ولی از آنجایی که دایی جان و آقاجان میانه خوبی با هم ندارند کار برای سعید سخت خواهد بود. بعلاوه در مهمانی خانه دایی جان سرهنگ یک صدای مشکوک بهانه جدیدی برای قهر کردن دایی جان و آقاجان می‌شود.
دایی جان از ترس دیدن یک دزد که نیمه شب وارد خانه او شده حالش بد شده. پس از دستگیری دزد توسط شیرعلی قصاب دایی جان فکر میکنه که آقاجان دستی در این کار داشته و تصمیم میگیره تا از دزد اعتراف بگیره.
هنوز روضه مسلم بن عقیل در خانه دایی جان تمام نشده که ناگهان دوستعلی فریادزنان روی پشت‌بام ظاهر می‌شود و درخواست کمک می‌کند او توسط همسرش عزیز السلطنه مورد سوقصد قرار گرفته است.
پس از ناپدید شدن دوستعلی، آقاجان دست بکار می‌شود و فکر کشته شدن دوستعلی را در ذهن عزیزالسلطنه می‌اندازد. با وارد شدن نایب تیمور خان مأمور نظمیه به داستان، دایی جان مجبور می‌شود تا برای حفظ اعتبار خاندان نقشه‌ای بکشد تا کار به عدلیه کشیده نشود.
با پیدا شدن دوستعلی، اسدالله میرزا که به اصرار دایی جان ناپلئون قتل دوستعلی را به عهده گرفته بود آزاد می‌شود. ولی نایب تیمور خان تا خودش با چشمان خودش دوستعلی را نبیند حاضر نیست او را آزاد کند. در این میان عزیز السلطنه با پارتی بازی کاری می‌کند تا اسدالله را پیش خودش نگه دارد و روابطی میان این دو صورت می‌گیرد.
با فاش شدن خبر قایم شدن اسدالله میرزا در خانه شیرعلی، همه خانواده در تلاش هستند تا او را راضی کنند که از خانه بیرون بیاید. ولی او به بهانه اینکه دوستعلی می‌خواهد او را بکشد در خانه شیرعلی و کنار طاهره جا خوش کرده است و حاضر نیست از خانهٔ آنها خارج شود.
با آشتی کردن دایی جان و آقاجان، همه خوشحال هستند و دایی جان سرهنگ هم به همین بهانه یک مهمانی ترتیب می‌دهند، ولی با ورود ناگهانی دوستعلی یک داستان جدید در خانواده پیش می‌آید.
با ورود سردار مهارت خان هندی به عنوان مستأجر جدید آقاجان در همسایگی دایی جان، دایی جان نگران می‌شود که این سردار هندی جاسوس انگلیسی‌ها است. مخصوصاً که همسر سردار یک خانم انگلیسی است.
دایی جان سرهنگ قصد دارد تا با افشا کردن موضوع ازدواج پوری با لیلی کم‌کم این داستان را جدی و عملی بکند. ولی خبر حامله شدن قمر و تحقیق در مورد اینکه چه کسی این کار را انجام داده بار دیگر همه اعضای خانواده را درگیر می‌کند. همچنین سعید عاشق دلخسته لیلی و اسدالله میرزا برای خنثی کردن نقشه‌های آقاجان تصمیم می‌گیرند این ازدواج را برهم بزنند.
داستان حامله شدن قمر آشوبی برپا کرده. خانم عزیز السلطنه فکر می‌کند حاملگی قمر کار دوستعلی خان هست. ولی دایی جان اطمینان دارد که حامله شدن قمر کار انگلیسی‌ها هست. ولی برای حفظ آبروی خانواده همه خاندان به دنبال پیدا کردن یک شوهر برای قمر هستند و آسپیران غیاث آبادی وارد ماجرا می‌شود.
آسپیران غیاث آبادی به عنوان کاندیدای اصلی برای ازدواج با قمر معرفی می‌شود و حالا تنها مشکل این است که چطور باید داستان حاملگی قمر را به او بگویند تا راضی شود به این کار تن بدهد، به مش قاسم مأموریت داده می‌شود تا این خبر را به آسپیران بدهد.
ازدواج قمر و آسپیران بالاخره سر می‌گیرد ولی دایی جان که خانواده غیاث آبادی را در شان خانواده خودش نمی‌داند در مراسم عروسی قمر شرکت نمی‌کند. در مراسم عروسی پوری متوجه رابطه بین سعید و لیلی می‌شود و فتنه ای برپا می‌کند که باعث عصبانی شدن سعید می‌شود ولی سعید هم بیکار نمی‌ماند.
آقاجان در یک نقشه زیرکانه قصد دارد تا با برپا کردن مهمانی پاگشای قمر و آسپیران و معرفی کردن آنها به دیگران انتقامی از سرکوفت‌های دایی جان که او را در شان خانواده اشرافی خود نمی‌داند بگیرد. از آن سو مش قاسم، سعید را از نقشه تست کردن پوری توسط اختر مطلع می‌شود و سعید نقشه ای می‌کشد.
سعید که از زمان تست شدن پوری مطلع شده قصد دارد تا مانع از انجام این موضوع بشود. ولی نقشه سعید آنطور که باید و شاید پیش نمی‌رود. از طرف دیگه دایی جان مدارکی پیدا کرده که انگلیسی‌ها با مش قاسم تماس داشته‌اند و مش قاسم جاسوس انگلیسی‌ها ست.
توهم دایی جان از انتقام انگلیسی‌ها، کم‌کم به یک جنون تبدیل می‌شود. اهل خانواده تصمیم می‌گیرند تا با طرح یک نقشه و فریب دادن دایی جان کمی باعث آرامش او بشوند و این نقشه چیزی نبود جز مذاکره نماینده انگلیسی‌ها با دایی جان برای برقراری صلح خیالی میان دایی جان و انگلیسی‌ها.

## بازیگران

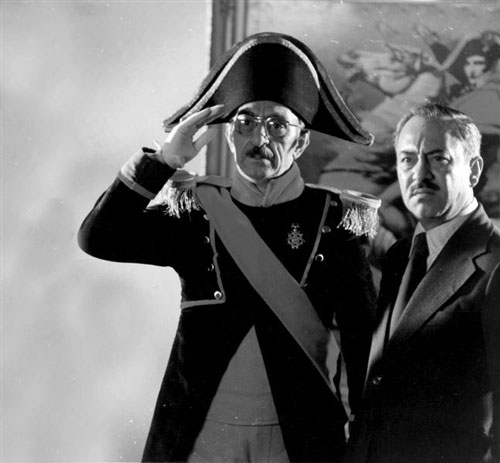
غلامحسین نقشینه

در این مجموعه تلویزیونی بازیگران مطرح سینما و تلویزیون ایران به ایفای نقش می‌پرداختند. از آن جمله می‌توان به بازیگران زیر اشاره نمود:
- غلامحسین نقشینه در نقش دایی‌جان ناپلئون: او مسن‌ترین فرد خانواده و نایب (ستوان) سوم بازنشسته قزاق است و باور دارد که در بسیاری از جنگ‌های بین قوای قزاق و انگلیس در جنوب ایران با انگلیسی‌ها جنگیده است. او دچار انگلوفوبیا است و شباهت‌های زیادی بین خود و ناپلئون می‌بیند. وی به مرور زمان دچار این توهم می‌شود که امپراتوری بریتانیا، که در آن زمان همراه متفقین به ایران لشکرکشی کرده بود، به خاطر خرده حساب‌های قدیمی، درصدد از بین بردن او است. در ابتدا این نقش به علی نصیریان پیشنهاد شده بود.[۳] با صدای خودش.
- پرویز فنی‌زاده در نقش مش قاسم: از اهالی روستای کوچک غیاث‌آباد و خدمتکار بسیار وفادار دایی‌جان است. او نیز همچون دایی‌جان تصور می‌کند که در جنگ‌های بسیاری علیه انگلیس شرکت داشته است که مهم‌ترین آنها جنگ ممسنی و جنگ کازرون است. او به شهر زادگاهش افتخار می‌کند. در ابتدا این نقش به عزت‌الله انتظامی پیشنهاد شده بود.[۳] با صدای خودش.

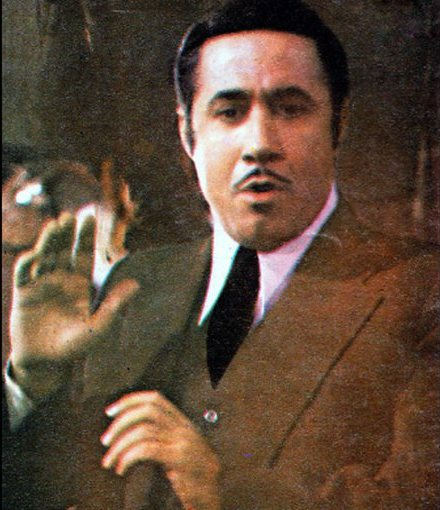

- پرویز صیاد در نقش اسدالله میرزا: برادر ناتنی شمسعلی میرزا (از طریق دختر باغبان پدرش) او مردی عیاش و خوش‌گذران است که در وزارت خارجه کار می‌کند. برای او که سعید وی را عمو اسدالله می‌نامد هیچ چیز دنیا جدی نیست به ویژه نگاه غضب‌آلود شوهرها وقتی با خانم‌های‌شان شوخی می‌کند. اسدالله میرزا یک بار ازدواج کرده است ولی همسرش وی را به خاطر عبدالقادر بغدادی ترک می‌کند و از آن زمان اسدالله در صدد اغوای زنان، به خصوص زنان شوهردار بر می‌آید. هر وقت کسی از او در مورد زنش سؤال می‌پرسد او به شدت افسرده می‌شود. «میرزا» نام او و برادرش افتخاری است که حکایت از ارتباط دور با خاندان سلطنتی قاجار دارد. در نتیجه اغلب از او به عنوان «شازده» یاد می‌شود. او در طول رمان به دوست صمیمی سعید تبدیل می‌شود و اغلب سعی می‌کند به او در تلاش برای رسیدن به عشقش کمک کند. (در ابتدا نقش به داوود رشیدی پیشنهاد شده بود.[نیازمند منبع]) منوچهر اسماعیلی دوبلهٔ این نقش را انجام داده است.
- نصرت‌الله کریمی در نقش آقاجان: او پدر سعید، راوی داستان است. او از خانواده «الدوله‌ها» و «السلطنه‌ها» نیست بلکه یک دارو ساز تجربی است که قوم و خویش و مشتری‌های دواخانه او را «دکتر» صدا می‌زنند. دایی‌جان ناپلئون ازدواج خواهرش با یک بازاری معمولی را بزرگ‌ترین فاجعه تاریخ می‌دانست. از سوی دیگر، آقاجان برخلاف دایی‌جان، ناپلئون را ماجراجویی می‌دانست که اروپا را به خاک و خون کشاند. این دو موضوع موجب اختلاف و درگیری این دو شخصیت از سال‌ها پیش بود. جنگ اصلی بر اثر یک سوء تفاهم در شب مهمانی شروع می‌شود. استراتژی آقاجان (نصرت کریمی) در مبارزه با دایی‌جان به تدریج از حالت رودررو تبدیل به تظاهر به دوستی و از پشت ضربه زدن می‌شود (با تقلید از استراتژی انگلیس). او همواره سعی می‌کند با قوت بخشیدن به این توهم دایی‌جان ناپلئون که انگلیسی‌ها هنوز با او دشمنی دارند و در صدد کشتنش هستند، دایی‌جان را تحت فشار روحی و مالیخولیایی قرار دهد. با صدا ناصر طهماسب
- سعید کنگرانی در نقش سعید: گوینده داستان، پسر آقاجان و خواهر زاده دایی‌جان است که در آغاز داستان عاشق لیلی دختر دایی‌جان ناپلئون می‌شود. با صدای آرشاک قوکاسیان.
- محمدعلی کشاورز در نقش دایی‌جان سرهنگ: او برادر دایی‌جان ناپلئون و مردی ترسو است که در واقع سرهنگ هم نیست! وی یاور (سرگرد) ارتش است ولی در یک مهمانی به حکم ضمنی دایی‌جان که او را «داداش سرهنگ» صدا کرد همه به مرور عادت کردند او را آقای سرهنگ بنامند. او با درجه سرگردی بازنشسته شد. با صدای احمد رسول‌زاده
- اسماعیل داورفر در نقش دوستعلی‌خان: او از خویشاوندان دایی‌جان است و همواره مورد تمسخر سایرین به خصوص اسدالله قرار می‌گیرد. یک بار به خاطر خیانت به عزیزالسلطنه مورد حمله وی با کارد آشپزخانه قرار گرفت و بار دیگر هنگامی که عزیز فکر می‌کرد او نادختری خودش را حامله کرده است از پشت تیر خورد. وی از عزیز السلطنه به شدت می‌ترسد. با صدای عزت‌الله مقبلی
- پروین ملکوتی در نقش عزیز السلطنه: وی همسر دوستعلی و دختر عموی اسدالله و شمسعلی میرزا و از ازدواج اولش دختری به نام «قمر» دارد که از لحاظ ذهنی عقب افتاده است و روی او حساسیت زیادی دارد. با صدای خودش
- محمدعلی ورشوچی در نقش آسپیران رجبعلی غیاث‌آبادی: کارآگاه معتاد و دستیار نایب تیمور خان که کشیدن تریاک را ترک و با قمر ازدواج کرد و پول ارث او را بالا کشید و در این راه بر دوستعلی خان غلبه می‌کند. در پایان رمان، این زوج در کالیفرنیا زندگی می‌کنند با صدا خودش
- جهانگیر فروهر در نقش نایب تیمورخان: کارآگاه خیلی جدی و تا حدودی بی‌ادب، که به قول خودش سیستم بین‌المللی مچ‌گیری نایب تیمورخان در دنیا نظیر ندارد! با صدای حسین عرفانی
- مهری ودادیان در نقش شاجون همسر آقاجان (مادر سعید) که از طرف دایی‌جان مجبور شد بین آقاجان و خانواده یکی را انتخاب کند. با صدای سیمین سرکوب
- خیرالله تفرشی آزاد در نقش شمس‌علی میرزا: برادر ناتنی بزرگتر اسدالله و مستنطق عدلیه که بنا به دلایل نامعلوم منفصل از خدمت شده است. با صدای مهدی آرین‌نژاد
- بهمن زرین‌پور در نقش شاهپور یا پوری ، پوری فش فشو پسر خنگ و بچه‌ننه اما تحصیل‌کردهٔ دایی‌جان سرهنگ است. او نیز همچون سعید عاشق لیلی بود. او توسط ارتش برای مبارزه با تهاجم متفقین اجباری می‌شود، اما پس از شنیدن صدای شلیک گلوله در جنگ غش می‌کند. او در درگیری با سعید یکی از بیضه‌هایش را از دست می‌دهد. در پایان رمان، او و لیلی سه دختر دارند که و همچنان در باغ زندگی می‌کنند. با صدای حسین معمارزاده
- محمود لطفی در نقش شیر علی قصاب: قصابی بسیار تنومند و ترسناک و کمی تندخو بود که در واقع آدم شروری نبود اما نسبت به همسرش خیلی حساس بود. البته زن او نیز با اهل محل رابطه داشت و کسی جرأت نمی‌کرد که موضوع را به اطلاع شیرعلی برساند. گویا یکبار گردن فاسق زنش را با ساطور قطع کرده بود. با صدای صادق ماهرو
- مستانه جزایری در نقش اختر خواهر آسپیران: دوست دختر اصغر دیزل. زنی بی بند و باری که در یک کلوپ شبانه می‌رقصد. او را برای اغوای پوری استخدام کنند تا او بتواند سریعتر وظایف زناشویی خود را انجام دهد. با صدای زهره شکوفنده
- مینو ابریشمی در نقش طاهره، زن شیرعلی: همسر شیرعلی که با اسدالله و دوستعلی رابطه نامشروع داشت. با صدای شهلا ناظریان
- پروین سلیمانی در نقش ننه رجب مادر آسپیران غیاث آبادی: زنی حساس روی آسپیران و زشت. با صدای اصغر افضلی!
- روح‌الله مفیدی در نقش آسید ابوالقاسم واعظ. پسر بزرگش معشوق طاهره بوده. به تحریک دایی جان بین مردم محله شایعه انداخت که داروهایی آقاجان با الکل درست شده و باعث ورشکستگی آقاجان شد.
- میر احمد ایروانلو در نقش دکتر ناصر الحکما: پزشک پیری که از دوستان خانوادگی دایی‌جان به‌شمار می‌آید و سه بار ازدواج کرده است. دانش ابتدایی او از پزشکی اغلب در کتاب مورد تمسخر قرار می‌گیرد. با صدا محمدباقر توکلی
- کارمن زکی در نقش فرخ‌لقا: زن شوم و بد قدمی که هرگز ازدواج نکرده است و از هر دری وارد می‌شود یک خبر شوم وارد آن خانه می‌شود. در جوانی قرار بوده با دوستعلی خان ازدواج کند که این وصلت سرنگرفت. با صدای نیره معاون
- زری پورزند در نقش قمر: دختر عقب افتاده و پرخور عزیزالسلطنه از ازدواج اولش و دخترخوانده دوستعلی خان. بعد از اینکه او باردار شد خانواده تمام تلاش خود را می‌کنند تا برای او شوهر پیدا کنند و آبروی او را حفظ کنند او بعدها همسر آسپیران غیاث آبادی می‌شود. با صدا فاطمه فرخنده مال

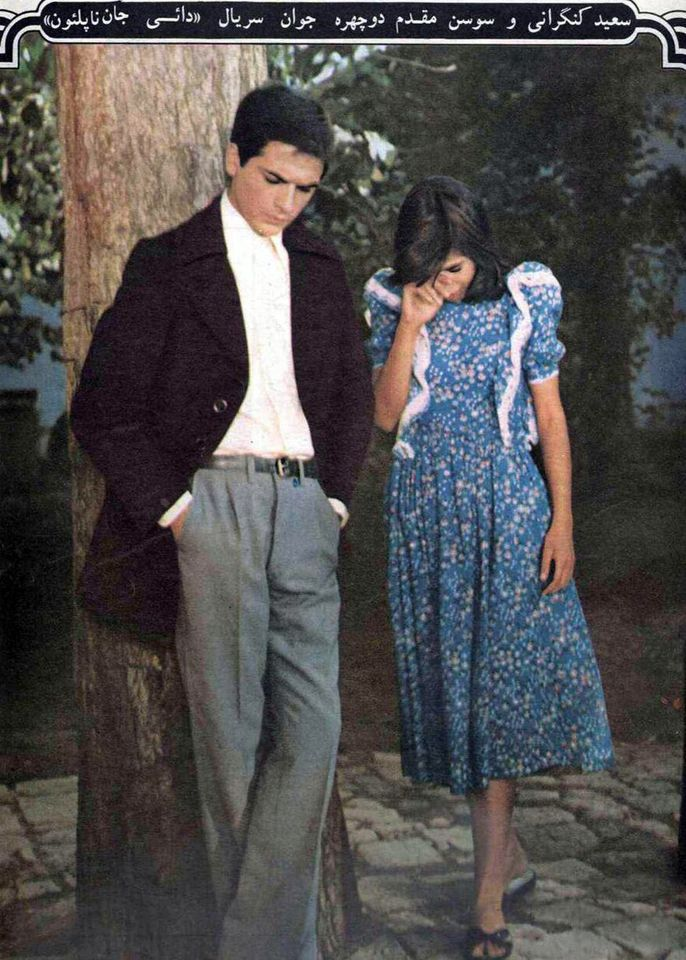

- سوسن مقدم در نقش لیلی: تنها دختر دایی‌جان که عاشق سعید هست؛ با صدای مینو غزنوی
- نریمان شیری‌فرد در نقش اصغر دیزل اراذل خیابانی و دوست پسر اختر خواهر آسپیران
- کیومرث ملک‌مطیعی در نقش معلم سعید
- نورمحمد ذوالفقاری درنقش شاگرد خمیرگیر
- اکبر دودکار در نقش نوکر دایی‌جان سرهنگ
- علی‌اکبر مهدوی‌فر در نقش عکاس دوره‌گرد اراداواس ارمنی که دایی‌جان به او تهمت جاسوس بودن زد.
- محرم بسیم در نقش دکتر قلب
- سهیلا ملکی در نقش زن دایی‌جان سرهنگ.
- گربل سینگ در نقش سردار مهارت خان یک تاجر هندی سیک مستأجر آقاجان که به پیشنهاد اسدالله میرزا، آقاجان خانه‌اش را به او اجاره داده است. او اگرچه نظامی نیست اما دایی‌جان فکر می‌کند که جاسوس انگلیس است. با صدا ناصر طهماسب.
- مارتین در نقش لیدی مهارت خان همسر بلوند بریتانیایی سردار مهارت خان که با اسدالله میرزا رابطه نامشروع داشت.
- رضا امیری در نقش هوشنگ واکسی: یک کفش‌دوز که دایی‌جان معتقد است آلمانی‌ها او را برای محافظت در برابر انگلیسی‌ها فرستاده‌اند
- حسن کهن در نقش دوا ساز
- اسفندیار ماوندادی در نقش جناب سالار
- فره وشی در نقش حمدالله
- آرمیندر در نقش سردار اشتیاق‌خان با صدا ناصر طهماسب
- مرضیه در نقش ننه بلقیس خدمتکار و آشپز دایی‌جان
- کامران ملک‌مطیعی هم‌کلاسی سعید.
- هوشنگ لطیف‌پور (راوی)

## عوامل فیلم
- نویسنده، تهیه‌کننده و کارگردان: ناصر تقوایی
- فیلم‌برداری: علیرضا زرین‌دست
- سرپرست گویندگان: احمد رسول‌زاده
- راوی فیلم: هوشنگ لطیف‌پور
- صدا: مصطفی مصطفی‌زاده
- پیوند تصویر و صدا: عباس گنجوی
- برنامه‌ریز و مدیر تدارکات: مهوش شیخ‌الاسلامی
- طراح صحنه: امیرفرخ تهرانی
- دستیار طراح صحنه: سیروس مقدم (برادر سوسن مقدم و پسرخاله ناصر تقوایی)